# 東京大学文科二類
東京大学文科二類（とうきょうだいがくぶんかにるい）は、東京大学の科類。略称は文二（ぶんに）。

## 概要
「経済を中心とする社会科学全般の基礎」を主に学ぶ。
主な進学先は経済学部であるが，経済学部に進学できるのは全体の4分の3である。